# Неки то воле вруће (представа)
Неки то воле вруће је мјузикл премијерно изведен у Позоришту на Теразијама у Београду 27. децембра 1990, а обновљен 9. фебруара 2007. године по оригиналној режији Соје Јовановић. У питању је представа „Пуслица" са њујоршког Бродвеја, која је била позоришни хит 70-их година 20. века, а заснивала се на сценарију филма „Неки то воле вруће“.

## О представи
Редитељ ове најдуже игране представе на репертоару Позоришта на Теразијама јесте Соја Јовановић. Режирана је према истоименом филмском хиту и мјузиклу на Бродвеју. На домаћој сцени прерађена је под насловом „Неки то воле вруће”. У причи о двојици музичара који се, зарад посла, преоблаче у жене, о плавуши из бајке што сања „милионера”, и о стварном милионеру који се заљубљује у мушкарца, испричана је, заправо, прича о тријумфу љубави и лепоте. Најбоља потпора том холивудском „сижеу” јесу гламурозна сценографија и костим, одлични музички аранжмани и кореографија, те истанчан осећај за комику протагониста комада.
У првој глумачкој постави играли су Ивана Михић, као Пуслица, Раде Марјановић, као Џо, и Светислав Гонцић, као Џери.
Током 25 година су се у улози Пуслице смењивале Бојана Стефановић, Ивана Јовановић и Ивана Поповић.
У улози Џерија, све време игра Светислав Гонцић. Као Џо, до марта 2022. играо је Раде Марјановић, а од тада Жарко Степанов.

## Ауторски тим
- Превод: Драгослав Андрић
- Препев: Љубиша Бачић
- Музички аранжмани: Предраг Васић
- Диригент: Весна Шоуц
- Кореограф: Миљенко Штамбук
  - Према кореографији Миљенка Штамбука представу обновила Снежана Весковић
- Сценограф и костимограф: Миодраг Табачки

## Улоге
Садашња постава глумаца је:
| Глумац                            | Улога                    |
| --------------------------------- | ------------------------ |
| Бојана Стефановић / Ивана Поповић | Пуслица                  |
| Жарко Степанов                    | Џо / Џозефина            |
| Светислав Гонцић                  | Џери / Џералдина / Дафне |
| Бора Ненић / Бранислав Зеремски   | Гас Пламени              |
| Зинаида Дедакин                   | Слатка Џези              |
| Раде Марјановић                   | Бизгоу                   |
| Мирољуб Турајлија                 | Камућо Камашна           |
| Милан Антонић                     | Чарли Чачкалица          |

## О Пуслици (мјузикл)
За ову, најдуже играну представу на репертоару Позоришта на Теразијама, одговорна је Соја Јовановић, која је имала смелости и велемајсторског умећа да се након истоименог филмског хита и Бродвеја, успешно упусти у реализацију „Неки то воле вруће” и на домаћој сцени. У причи о двојици музичара који се, зарад посла, преоблаче у жене, о плавуши из бајке што сања „милионера”, и о стварном милионеру који се заљубљује у мушкарца, испричана је, заправо, прича о тријумфу љубави и лепоте. Најбоља потпора том холивудском „сижеу” јесу гламурозна сценографија и костим, одлични музички аранжмани и кореографија, те истанчан осећај за комику протагониста комада...

## Соја, Теразије и вруће
Соја Јовановић је била везана за Позориште на Теразијама. Овде је од 1961. па до 1999. године режирала 11 представа, које је публика радо гледала: Лов на гавранове, водвиљ Ежена Лабиша (30. јануара 1961), Доживљаји Вука Бубала, комедија према прози Бранка Ћопића, (29. априла 1962), Карневал, мјузикл Мајкла Стјуарта, Боба Мерила и Ико Отрина (15. децембра 1966), Женске разговоре, оперету Душана Радовића и Војкана Борисављевића (15. марта 1973), водвиљ Везана Врећа, Жоржа Фејдоа (28. јануара 1980), мјузикл Мој дечко, Сенди Вилсона и Лидије Пилипенко (24. октобра 1984), Волим своју жену, мјузикл Мајкла Стјуарта, Саја Колмена и Лидије Пилипенко (26. септембра 1986), Позив у дворац, комедију Жана Ануја (6. новембра 1988), мјузикл Неки то воле вруће, Питера Стоуна и Боба Мерила, Џула Стајна и Миљенка Штамбука (27. децембра 1990), Кабаре, мјузикл Џоа Мастерофа и Фреда Еба, Џона Кандера и Љиљане Дуловић, Снежане Тодоровић и, најзад, водвиљ Жоржа Фејдоа, Умрла је госпођа мајка госпођина (26. новембра 1999).
Посебно место у сарадњи Соје Јовановић са Позориштем на Теразијама, несумњиво, заузима мјузикл Неки то воле вруће. Била је то последња премијера на „теразијској сцени” – након које почиње четрнаестогодишње „изгнанство” у Дому културе „Вук Караџић”.
Мјузикл „Неки то воле вруће“ су у режији поставци Соје Јовановић (овога пута, поново на „теразијској сцени”) реализовали Раде Марјановић и Светислав Гонцић – заправо је метафорички лук који спаја прошлост, садашњост и будућност нашег позоришта. Парабола исцртана у славу уметности, креативности људског духа и неуништиве воље за трајањем. Соја Јовановић је то знала и Соја је у томе умела да помогне.

## Галерија
- Сцена
- Сцена
- Сцена
- Сцена
- Сцена